# Peter Stevenhaagen
Peter Stevenhaagen (Haarlem, 24 april 1965) is een voormalig Nederlands wielrenner. In 1991 won hij het wielercriterium de Ridderronde Maastricht.

## Resultaten in voornaamste wedstrijden
| Jaar | Ronde van Italië | Ronde van Frankrijk | Ronde van Spanje |
| ---- | ---------------- | ------------------- | ---------------- |
| 1986 |                  | 29e                 |                  |
| 1987 |                  | 45e                 |                  |
| 1988 | opgave           | 29e                 |                  |
| 1989 |                  | 50e                 |                  |
| 1990 |                  |                     |                  |
| 1991 |                  | 94e                 |                  |
| 1992 |                  |                     |                  |

| Jaar | Milaan-San Remo | Gent-Wevelgem | Ronde van Vlaanderen | Amstel Gold Race | Luik-Bast.‑Luik | Parijs-Tours | Omloop Het Volk | Rund um den Henninger-Turm |  | WK op de weg |
| ---- | --------------- | ------------- | -------------------- | ---------------- | --------------- | ------------ | --------------- | -------------------------- |  | ------------ |
| 1986 |                 |               |                      | 27e              |                 | 14e          |                 | 26e                        |  |              |
| 1987 | 45e             |               |                      |                  | 91e             | 70e          | 10e             | Zilver                     |  | 22e          |
| 1988 |                 |               |                      | 34e              |                 |              | 13e             |                            |  |              |
| 1989 |                 |               |                      | 18e              | 52e             | 35e          |                 |                            |  |              |
| 1990 |                 | 87e           |                      | 80e              | 49e             | 74e          |                 |                            |  |              |
| 1991 | 128e            | 89e           | 59e                  | 41e              |                 |              |                 |                            |  |              |
| 1992 |                 | 63e           |                      |                  |                 |              |                 |                            |  |              |